# Up in It
Up in It es el segundo álbum de estudio de la banda estadounidense de rock alternativo The Afghan Whigs, lanzado en 1990. La producción estuvo a cargo de Jack Endino, quien ha colaborado con otras bandas como Nirvana.
Fue valorado positivamente por la crítica especializada, y tuvo una fuerte difusión en las emisoras universitarias durante la época de su lanzamiento.The Rolling Stone Album Guide le dio una puntuación de 2,5, mientras que Mark Deming, crítico de música para el portal web Allmusic, le concedió 3,5 y aunque no fuese uno de sus mejores trabajos según Deming, este álbum les permitió consolidarse como una de las bandas más representativas del rock de los años 90.

## Listado de canciones
| LP original |                             |               |          |  |
| N.º         | Título                      | Música        | Duración |  |
| 1.          | «Retarded»                  | Curley, Dulli | 3:25     |  |
| 2.          | «White Trash Party»         | Curley, Dulli | 3:04     |  |
| 3.          | «Hated»                     | Curley, Dulli | 3:36     |  |
| 4.          | «Southpaw»                  | Curley, Dulli | 3:20     |  |
| 5.          | «Amphetamines and Coffee»   | Curley, Dulli | 1:54     |  |
| 6.          | «Hey Cuz»                   | Curley, Dulli | 3:49     |  |
| 7.          | «You My Flower»             | Curley, Dulli | 3:48     |  |
| 8.          | «Son of the South»          | Curley, Dulli | 4:11     |  |
| 9.          | «I Know Your Little Secret» | Curley, Dulli | 4:22     |  |
| 10.         | «Big Top Halloween»         | Curley, Dulli | 3:31     |  |
| 11.         | «Sammy»                     | Curley, Dulli | 3:15     |  |
| 12.         | «In My Town»                | Curley, Dulli | 2:59     |  |
| 13.         | «I Am the Sticks»           | Curley, Dulli | 4:19     |  |
| 42:93       |                             |               |          |  |

## Créditos
- John Curley —	Bajo
- Greg Dulli — Voz, guitarra
- Steve Earle —	Batería
- Rick McCollum	— Guitarra
- Arthur S. Aubry — Fotografía
- Greg Dulli — Compositor